# Ioan Almășan
Ioan Almășan (* 22. Juni 1962 in Lovrin) ist ein ehemaliger rumänischer Fußballtorhüter und -trainer. Er bestritt 187 Spiele in der höchsten rumänischen Fußballliga, der Divizia A.

## Karriere
Ioan Almășan begann mit dem Fußballspielen in Tomnatic, einem Nachbarort seines Geburtsortes Lovrin. Im Jahr 1984 wechselte er zu Unirea Sânnicolau Mare, das seinerzeit in der dritthöchsten Spielklasse, der Divizia C, antrat. Ein Jahr später nahm ihn der führende Verein des Kreises Timiș, Politehnica Timișoara unter Vertrag, das in der Divizia A spielte. Dort kam er am 22. September 1985 zu seinem ersten Einsatz in der höchsten rumänischen Fußballliga. Da sich Almășan bei „Poli“ zunächst nicht durchsetzen konnte, kehrte er im Jahr 1986 für eine Spielzeit nach Sânnicolau Mare zurück.
Im Jahr 1987 unternahm Almășan einen neuen Anlauf bei Poli und wurde zum Stammspieler, konnte aber den Abstieg am Ende der Saison 1987/88 nicht verhindern. Nach dem direkten Wiederaufstieg entwickelte er sich – abgesehen von der Saison 1990/91 zu einer festen Größe im Tor von Poli und schaffte im Jahr 1992 mit dem Erreichen des Pokalfinals den größten Erfolg seiner Karriere. Dennoch blieb ihm ein Europapokaleinsatz verwehrt: im UEFA-Pokal 1990/91 musste er in den vier Spielen dem kurz davor von Jiul Petroșani verpflichteten Dumitru Jipa Platz machen und bei den Spielen im UEFA-Pokal 1992/93 stand Petrișor Toma, den Poli vor der Saison von Dunărea Călărași geholt hatte, im Tor. Im Gegensatz zu Jipa und Toma blieb Almășan dem Verein beim erneuten Abstieg 1994 treu. Auch dieses Mal gelang der sofortige Wiederaufstieg. Nachdem er in der Saison 1996/97 weniger zum Einsatz kam und Poli erneut den Gang in die Zweitklassigkeit antreten musste, beendete Almășan im Jahr 1997 vorübergehend seine Karriere. Er versuchte sein Glück in den Vereinigten Staaten, kehrte aber nach sechs Monaten in die rumänische Heimat zurück.
1998 bekam er die Möglichkeit, seine Laufbahn im Alter von 36 Jahren noch einmal fortzusetzen, indem er einen Vertrag bei UM Timișoara in der Divizia C unterschrieb. Mit UMT erlebte er die erfolgreichste Zeit der Vereinsgeschichte, in der dem Klub nicht nur der Aufstieg in die Divizia B im Jahr 1999, sondern zwei Jahre später sogar der Sprung in die Divizia A gelang. Nach dem Abstieg im Jahr 2002 hängte Almășan die Fußballstiefel an den Nagel und reiste erneut in die USA. Dort arbeitete er im Baugewerbe im Inneneinrichtungsbereich und nahm nebenher mit anderen Exilrumänen an privaten Fußballturnieren teil.
Nachdem er als Torwarttrainer in der Divizia B bei Unirea Sânnicolau Mare tätig gewesen war, wurde Almășan Anfang April 2006 Nachfolger des entlassenen Ciprian Urican im Amt des Cheftrainers. Er konnte den Abstieg als Tabellenletzter der Saison 2005/06 in die Liga III jedoch nicht mehr verhindern. Im Sommer 2006 übernahm Ioan Petcu das Traineramt des Drittligisten und verließ den Verein im Sommer 2008, nachdem der sportlichen Aufstieg in die Liga II durch den Verkauf des Startplatzes an FCM Târgu Mureș zunichtegemacht worden war. Almășan wurde neben Nicolae Căprărescu Co-Trainer unter Petcus Nachfolger Dan Stupar. Er blieb auch weiterhin Co-Trainer, als der inzwischen zum Chefcoach beförderte Căprărescu im November 2009 sein Amt an Petre Vlătănescu abgab. Nachdem sein Vertrag im Februar 2010 ausgelaufen war, wurde ihm zunächst kein weiteres Engagement im Fußballumfeld angeboten und er kehrte als Arbeiter in die Bauwirtschaft zurück. Im Herbst 2010 erhielt er ein Angebot von Millenium Giarmata in der Liga III, doch scheiterte die Einstellung an der wirtschaftlichen Lage des Vereins. Nebenher schrieb Almășan an einem Leitfaden für Torwarttrainer, der mangels finanzieller Unterstützung bis März 2011 noch nicht veröffentlicht werden konnte.

## Erfolge
- Rumänischer Pokalfinalist: 1992
- Aufstieg in die Divizia A: 1989, 1995, 2001